# Jean Gakam
Jean Gakam est un homme d'affaires et banquier camerounais.

## Biographie

### Enfance, éducation et débuts
Jean Gakam est né en 1962.

### Carrière
Banquier, Jean Gakam est directeur des ressources chez Afriland,. Il est homme d'affaires et dirigeant chez Gracam, une entreprise d'extraction. Son nom est cité dans l'Affaire Hervé Parfait Mbapou.

### Vie privée
Il est marié à Victorine Meko, femme d'affaires qui est copropriétaire avec lui entre autres de "Granulats du Cameroun",,,.